# Бертхолд III фон Катценелнбоген
Бертхолд III фон Катценелнбоген (на немски: Berthold III von Katzenelnbogen; † 23 януари или 25 декември 1321) е граф на горното Графство Катценелнбоген (около Дармщат).

## Произход
Той е четвъртият син на граф Еберхард I фон Катценелнбоген († 1311) и съпругата му Елизабет фон Епщайн († 1271), дъщеря на Герхард III фон Епщайн († 1252) и Елизабет фон Насау († 1295), дъщеря на граф Хайнрих II „Богатия“ фон Насау. Най-големият му брат е Герхард фон Катценелнбоген (* 1293; † 10 август 1312), който от 1311 г. е граф на горното графство Катценелнбоген.

## Фамилия
Бертхолд III се жени пр. 16 ноември 1303 г. за Аделхайд фон Сайн (* ок. 1303; † сл. 1347), дъщеря на граф Йохан I фон Сайн († 1324) и Елизабет фон Хесен († 1293). Те имат децата:
- Еберхард III († 13 декември 1328), граф на Катценелнбоген, женен на 14 януари 1327 г. за Агнес фон Бикенбах, дъщеря на Улрих I фон Бикенбах († 29 октомври 1339) и Елизабет фон Изенбург-Лимбург (* ок. 1312)
- Йохан III († 1357), граф на Катценелнбоген, женен I. за Анна фон Спонхайм-Кройцнах, II. за Юта (Елизабет) фон Изенбург-Лимбург
- Елизабет